# Billington (Bedfordshire)
Billington – wieś w Anglii, w hrabstwie ceremonialnym Bedfordshire, w dystrykcie (unitary authority) Central Bedfordshire. Leży 30 km na południowy zachód od centrum miasta Bedford i 56 km na północny zachód od centrum Londynu. Populacja (2007): 320.